# Hjalmar Olson
Per Hjalmar Olson, född den 29 november 1884 i Gävle, död den 20 augusti 1963 i Danderyds församling, Stockholms län, var en svensk matematiker, skolman och läroboksförfattare. Han var son till livförsäkringsagenten Anders Olson och dennes hustru Elin Helena Maria Öberg.

## Biografi
Efter mogenhetsexamen i Gävle 1904 studerade Olson först vid Uppsala universitet, där han blev filosofie kandidat 1907, och senare vid Stockholms högskola, där han blev filosofie licentiat 1921 och filosofie doktor 1922. Hans doktorsavhandling belönandes av Vetenskapsakademien med det Fernerska priset.
Parallellt med studierna hade Olson redan 1906 börjat verka som lärare. Han blev adjunkt vid Nya Elementar 1912 samt, efter sin disputation, lektor vid Södra Latin 1923. Åren 1929–1945 var han även lärare i matematik vid Sjökrigsskolan.
Olson hade även flera administrativa befattningar inom utbildningssektorn. Åren 1921–1929 var han även direktör (sekreterare) för Stockholms stads undervisningsverk och 1929–1936 kamrer för detsamma. Parallellt var han 1924 sakkunnig hos Skolöverstyrelsen och 1934–1935 hos ecklesiastikdepartementet samt författade ett flertal läroböcker, främst för Norstedts förlag (se bibliografi nedan). Han var vidare sekreterare i Stockholms lärarsällskap 1915–1916 och i Läroverkslärarnas riksförbund 1922–1923. Åren 1925–1927 var han redaktör för Tidskrift för elementär matematik, fysik och kemi (Elementa).
År 1945 sökte och erhöll Olson rektorstjänsten vid Södra Latin, vilken blivit ledig sedan Albert Björkeson utnämnts till chef för Försvarets forskningsanstalt. Under Olsons fem år på posten (fram till hans pensionering 1950) infördes elevsjälvstyre inom bland annat vissa ordningsfrågor samt anställdes skolans första kurator (1946) och inreddes nya lokaler för skolsköterskans arbete.
Hjalmar Olson var från 1915 gift med Maja Fahlén. De var föräldrar till Kurt Hjalmars, veterinär, Stig Hjalmars, professor i mekanik vid Kungliga tekniska högskolan och svärföräldrar till dennes hustru, Inga Fischer-Hjalmars, professor i teoretisk fysik vid Stockholms universitet. Hjalmar Olson är begravd på Danderyds kyrkogård.